# Ussita

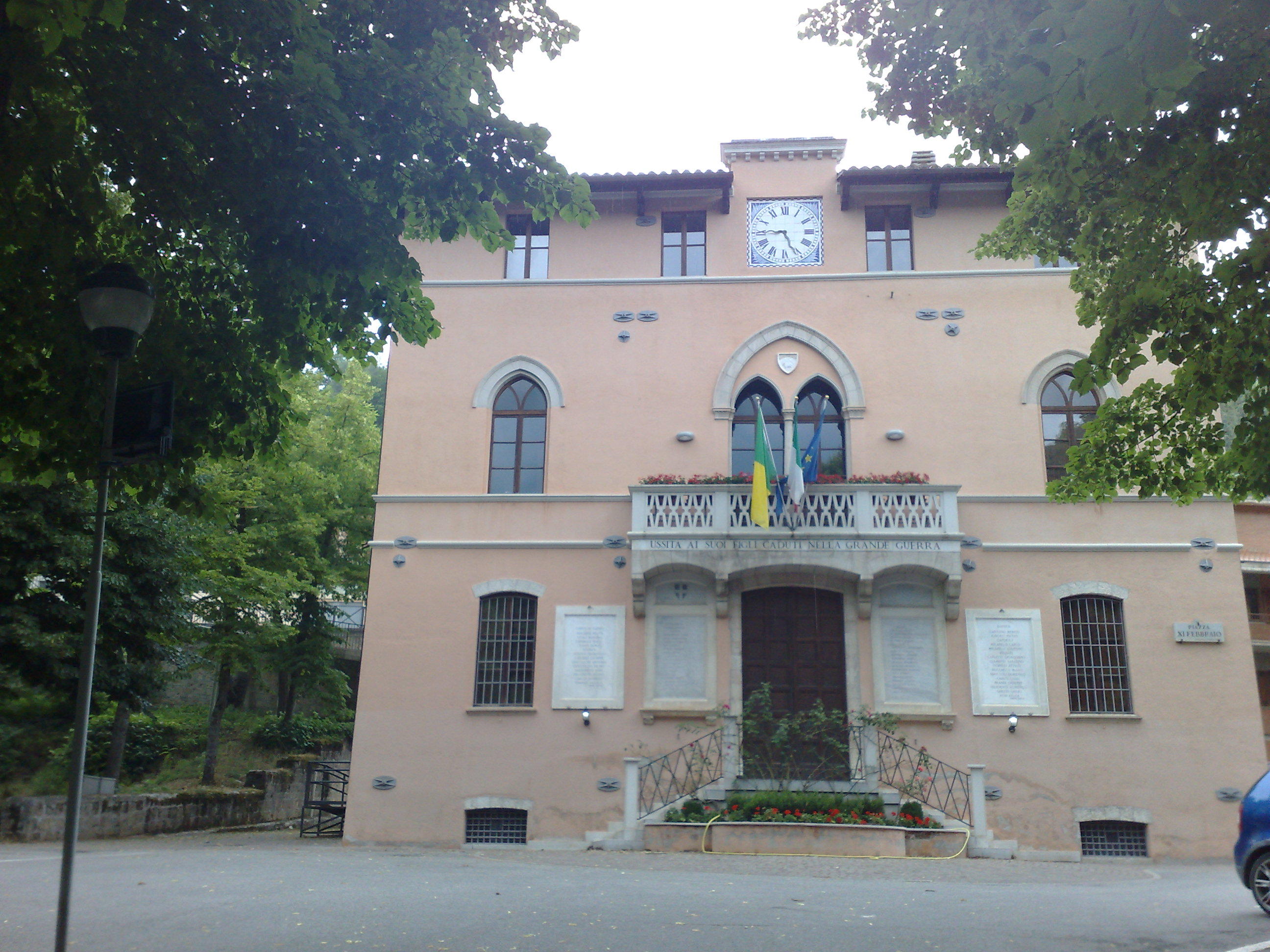
Rathaus Ussita

Ussita ist eine Gemeinde (comune) in der Provinz Macerata in der Region Marken in Italien. Sie hat 360 Einwohner (Stand 31. Dezember 2023). Ussita liegt etwa 47 Kilometer südwestlich von Macerata im Nationalpark Monti Sibillini am gleichnamigen Fluss, gehört zur Comunità montana di Camerino und grenzt unmittelbar an die Provinz Fermo. Der Verwaltungssitz der Gemeinde befindet sich im Ortsteil Fluminata.
Die Ortschaft wurde bei einem Erdbeben am 30. Oktober 2016 weitgehend zerstört.

## Söhne und Töchter
- Filippo Bernardini (1884–1954), Erzbischof und Diplomat des Heiligen Stuhls
- Enrico Gasparri (1871–1946), Kurienkardinal
- Augusto Silj (1846–1926), Kurienkardinal
- Pietro Gasparri (1852–1934), Kardinalstaatssekretär